# Heratythrips sauli
Heratythrips sauli är en insektsart som beskrevs av Laurence A. Mound och Marullo 1998. Heratythrips sauli ingår i släktet Heratythrips och familjen Adiheterothripidae. Inga underarter finns listade i Catalogue of Life.